# Wolter von Plettenberg
Wolter von Plettenberg, (Walter von Plettenberg) (ur. 1450, zm. 28 lutego 1535 w Wenden) – mistrz krajowy Inflant zakonu krzyżackiego 1494–1535, marszałek krajowy inflancki 1489–1494, komtur Dyjamentu 1502–1510, komtur Felina 1512–1518, wójt Rzeżycy 1482–1488.

## Życiorys
Pochodził z Westfalii. W 1494 jako marszałek inflancki zakonu krzyżackiego, skutecznie stłumił bunt Rygi i został wybrany mistrzem krajowym. W tym też roku  został zlikwidowany ostatni kantor Hanzy w Nowogrodzie Wielkim i uwięziono tamtejszych kupców niemieckich, co stało się przyczyną wojny. 3 marca 1501 zawarł w Wilnie sojusz przeciwko Wielkiemu Księstwu Moskiewskiemu z wielkim księciem litewskim Aleksandrem Jagiellończykiem.
W czasie wojny z Moskwą (1499-1503) stoczył 13 września 1502 zwycięską bitwę nad jeziorem Smolina, gdzie 4000 kawalerii i 8000 piechoty inflanckiej pobiło 40-tysięczne wojska moskiewskie. Zdobył wiele twierdz, m.in. Psków, Ostrow, Izborsk, Iwangorod. Zmuszony był przerwać oblężenie Nowogrodu Wielkiego, gdy wojska moskiewskie przeprowadziły rajdy na Inflanty. Bezskutecznie próbował nakłonić papieża Aleksandra VI do wydania bulli antymoskiewskiej. W 1503 podpisał pokój w Pskowie z wielkim księciem moskiewskim Iwanem III Srogim na zasadzie zachowania status quo ante bellum. W 1525, po sekularyzacji Prus Książęcych, podporządkował inflancką gałąź Zakonu gałęzi niemieckiej. 